# سونی میوزیک لاتین
سونی میوزیک لاتین (به انگلیسی: Sony Music Latin) ناشر موسیقی متعلق به سونی میوزیک است که بر هنرمندان موسیقی لاتین تمرکز دارد.